# 京達里鄉

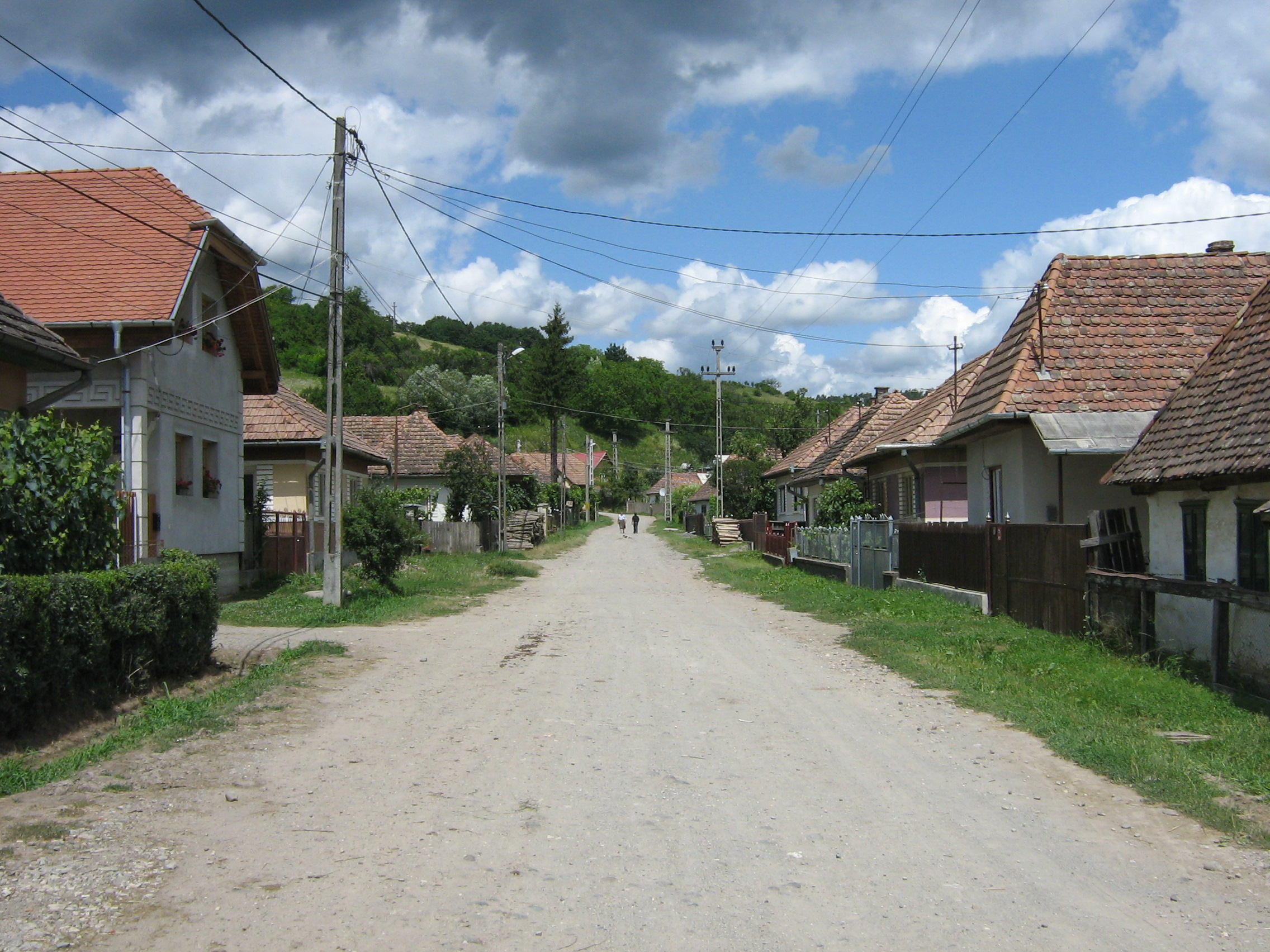

46°30′0″N 24°55′0″E / 46.50000°N 24.91667°E
京達里鄉（羅馬尼亞語：Comuna Ghindari, Mureș），是羅馬尼亞的鄉份，位於該國中部，由穆列什縣負責管轄，面積75平方公里，海拔高度380米，2007年人口3,262，人口密度每平方公里44人。